# Escale fatale
Escale fatale (Taken Down) est une série télévisée irlandaise de 2018 créée et réalisée par David Caffrey, sur un scénario de Jo Spain et Stuart Carolan. Elle est diffusée pour la première fois le 4 novembre 2018 sur la chaîne RTÉ One. En France et en Allemagne, la série est diffusée sur Arte à partir du 23 janvier 2020.

## Synopsis
Une inspectrice irlandaise enquête sur le meurtre d'une migrante nigériane à Dublin et découvre un réseau de prostitution.

## Distribution
- Lynn Rafferty (VF : Sarah Viot) : Capitaine Jen Rooney
- Orla Fitzgerald (VF : Peggy Martineau) : Niamh
- Aïssa Maïga (VF : Elle-même) : Abeni Bankole
- Brian Gleeson (VF : Sébastien Desjours) : Wayne
- Slimane Dazi (VF : Lui-même) : Samir
- Seán Edo : Oba Bankole
- Aaron Edo (VF : Geoffrey Loval) : Isaiah Bankole
- Sean Fox (VF : François Santucci) : Fitzer
- Gavin O'Connor (VF : Simon Volodine) : Macken
- Marlene Madenge : Esme
- Florence Adebamdo : Flora
- Jimmy Smallhorne (VF : Luc-Antoine Diquéro) : Gar
- Phina Oruche (VF : Jacky Tabernier) : Marvellous
- Carl Shaaban (VF : Grégory Quidel) : Brains
- Barry Ward (VF : Félicien Juttner) : Matt
- Don Wycherley (VF : Enrique Carballido) : Commandant Cole
- Enoch Frost (VF : Diouc Koma) : Benjamin
- Helen Behan (VF : Ludmila Ruoso) : Tia

## Fiche technique
- Titre français : Escale fatale
- Titre original : Taken Down
- Réalisation : David Caffrey
- Création : David Caffrey
- Scénario : Jo Spain, Stuart Carolan
- Direction artistique :
- Costumes : Suzanne Keogh
- Photographie :
- Son : Hugh Fox
- Montage : Dermot Diskin
- Musique : Ray Harman
- Production :
- Sociétés de production : Spiral Pictures, RTÉ
- Société de distribution :
- Pays d’origine :  Irlande
- Langue originale : anglais
- Format : couleur
- Genre : drame, policier
- Durée : 6 × 50 minutes
- Dates de diffusion :
  - Irlande : 14 novembre 2018 sur RTÉ One
  - France / Allemagne : 23 janvier 2020 sur Arte